# L'air de la mer rend libre
Pour plus de détails, voir Fiche technique et Distribution.
L'air de la mer rend libre est un film dramatique français réalisé par Nadir Moknèche, sorti en 2023.

## Synopsis
Un mariage arrangé réunit deux jeunes Français d'origine algérienne, malgré eux, pour l'honneur des familles. Le titre renvoie à la chute de ce drame multiple, tourné à Rennes.

## Fiche technique
Sauf indication contraire, les informations mentionnées dans cette section peuvent être confirmées par les bases de données cinématographiques IMDb et Allociné,  présentes dans la section « Liens externes ».
- Titre original : L'air de la mer rend libre
- Réalisation : Nadir Moknèche
- Scénario : Nadir Moknèche, Naïla Guiguet et Michael Barnes
- Musique : Samy Thiébault
- Décors : Héléna Cisterne
- Costumes : Charlotte Richard
- Photographie : Kristy Baboul
- Son : Dana Farzanehpour
- Montage : Chantal Hymans
- Production : Nathalie Mesuret et Bertrand Gore
- Sociétés de production : Blue Monday Productions et Le Bureau
- Société de distribution : Pyramide Distribution
- Pays de production :  France
- Langue originale : français
- Format :
- Genre : Drame
- Durée : 90 minutes
- Dates de sortie :
  - France : 
    - 22 août 2023 (Angoulême)
    - 4 octobre 2023 (en salles)

## Distribution
- Youssouf Abi-Ayad : Saïd
- Kenza Fortas : Hadjira
- Saadia Bentaïeb : Zineb, la mère de Saïd
- Zinedine Soualem : Mahmoud, le père de Saïd
- Lubna Azabal : Rabia, la mère d'Hadjira
- Arturo Giusi Périer : Vincent
- Zahia Dehar : Fariza
- Vincent Heneine : Ahmed, le mari de Fariza
- Karina Testa : la sœur de Saïd
- Mike Nguyen : le beau-frère de Saïd
- Mehdi Boudina : Hicham, le frère de Saïd
- Mélissa Barbaud : la femme d'Hicham
- Alicia Ionoff Putra : Inès
- Oscar Le Roux-Sellin : Yanis
- Maï-Li Chasle : Clara

## Distinction
- Prix des auditeurs France Musique-Sacem de la musique de film 2023 pour Samy Thiébault, compositeur de la bande originale du film[1]